# Orchamps
Orchamps település Franciaországban, Jura megyében. Lakosainak száma 1048 fő (2022. január 1.). Orchamps Gendrey, La Barre, La Bretenière, Étrepigney, Lavans-lès-Dole és Our községekkel határos.

## Népesség
A település népességének változása:
| Lakosok száma | 973  | 1016 | 936  | 1016 | 1044 | 1086 | 1121 | 1134 | 1105 | 1048 |
|               | 1968 | 1982 | 1990 | 2006 | 2013 | 2015 | 2017 | 2019 | 2020 | 2022 |